# Robertson Stadium
John O'Quinn en Corbin J. Robertson Stadium o també anomenat Robertson Stadium és un estadi de futbol (soccer) i futbol americà de Houston (Texas, Estats Units) ubicat en el campus de la Universitat de Houston. És la seu dels Houston Cougars i dels Houston Dynamo de la Major League Soccer des de la temporada 2006. Inaugurat el 1941 té una capacitat de 32.000 espectadors.